# Emilia di Liverpool
Emilia di Liverpool és una opera semiseria en dos actes de Gaetano Donizetti, amb llibret de Giuseppe Ceccherini, basat en Emilia di Laverpaut de Vittorio Trento, basat al seu torn en l'obra homònima de Stefano Scatizzi. S'estrenà al Teatro Nuovo de Nàpols el 28 de juliol de 1824.	
Revisada i molt modificada en llibret i música, es reestrenà el 1828 amb el títol L'eremitaggio di Liverpool.